# Myrmotherula grisea
El hormiguerito ceniciento u hormiguerito cenizo (en Perú) (Myrmotherula grisea), es una especie de ave paseriforme de la familia Thamnophilidae perteneciente al numeroso género Myrmotherula. Es endémico de las yungas de Bolivia y Perú.

## Distribución y hábitat
Se distribuye en la base oriental de los Andes en el centro sur de Perú (Cuzco, Puno) y en el oeste de Bolivia (La Paz, Cochabamba, oeste de Santa Cruz).
Esta especie es poco común y local en el sotobosque y estrato medio de selvas húmedas de estribaciones montañosas, principalmente entre los 600 y los 1650 m de altitud. Habita en el sotobosque denso, estructuralmente complejo, con presencia de enmarañados de bambuzales Chusquea y arriba de los límites superiores de altitud de las especies congéneres que habitan en la misma región, los hormigueritos flanquialbo (Myrmotherula axillaris) y gris (M. menetriesii).

## Descripción
Es pequeño, mide 10 cm de longitud, y pesa entre 8 y 10 g. El macho es uniformemente gris sin marcas en las cobertoras de las alas. La hembra es de color pardo oliváceo por arriba con las alas y la cola algo más rojiza, las cobertoras de las alas son prácticamente lisas; por abajo es color ocráceo brillante.

## Estado de conservación
Esta especie había sido calificada anteriormente como amenazada de extinción en grado «vulnerable» (hasta 2008) y como «casi amenazada» (hasta 2012). Sin embargo, el descubrimiento de ejemplares en el alto valle del Urubamba, en Cuzco, Perú, casi 500 km al norte de su entonces punto más septentrional, amplió considerablemente su zona de distribución (que se pensaba restringida) y, por lo tanto, la estimación de su población total. Adicionalmente, esta zona comprende grandes áreas de selva primaria intacta a altitudes propicias para la especie. En consecuencia, la IUCN ha reducido su calificación para «preocupación menor».

## Comportamiento
Es similar al de otros Myrmotherula del interior de las selvas, forrajea en pareja o en pequeños grupos familiares hurgando entre las hojas y en las enredaderas, y con frecuencia inspecciona hojas muertas. Generalmente se junta a bandadas mixtas de alimentación del sotobosque.

### Alimentación
Su dieta no es muy conocida, consiste de varios tipos de insectos y probablemente de arañas.

### Vocalización
El canto es una serie rápida de 6 a 8 notas «piiyr».

## Sistemática

### Descripción original
La especie M. grisea fue descrita por primera vez por el ornitólogo estadounidense Melbourne Armstrong Carriker en 1935 bajo el mismo nombre científico; localidad tipo «Santa Ana, 2200 feet [670 m], La Paz, Bolivia».

### Etimología
El nombre genérico femenino «Myrmotherula» es un diminutivo del género Myrmothera, del griego «murmos»: hormiga y «thēras»: cazador; significando «pequeño cazador de hormigas»; y el nombre de la especie «grisea», del latín «grisium, griseus o grisius»: de color gris.

### Taxonomía
Con base en las características del hábitat y a las vocalizaciones, parece ser pariente cercano de Myrmotherula behni, y también de las especies endémicas de la Mata Atlántica brasileña M. unicolor y M. snowi; las cuatro son agrupadas en el llamado «complejo de los hormigueritos Myrmotherula de alas lisas».  Este grupo es frecuentemente agrupado en uno mayor llamado «complejo de hormigueritos grises», del cual también forman parte M. axillaris, M. iheringi, M. fluminensis, M. schisticolor, M. minor, M. sunensis, M. longipennis, M. urosticta y M. menetriesii, a pesar de que este grupo mayor posiblemente no sea monofilético. Es monotípica, o sea, no posee subespecies.